# أحمد عفيفي (لاعب كرة قدم)
أحمد عفيفي هو لاعب كرة قدم مصري في مركز جناح ‏، ولد في 24 مايو 1993 في مصر يلعب في نادي بيش السعودي. لعب مع نادي الجونة ونادي المقاولون العرب.

## وصلات خارجية
- أحمد عفيفي (لاعب كرة قدم) على موقع قاعدة بيانات كرة القدم.إي يو (الإنجليزية)
- أحمد عفيفي (لاعب كرة قدم) على موقع Soccerway.com (الإنجليزية)